# Bo (district)
Het district Bo is gelegen in de provincie Southern in Sierra Leone. Het is het op twee na meest bevolkte district van het land na het Western Area Urban district, waar de hoofdstad Freetown ligt, en het district Kenema, het district dat in het oosten grenst aan het district Bo. De hoofdstad en tevens administratief centrum van het district is de stad Bo, na Freetown de grootste stad van het land. Het district beslaat een oppervlakte van 5.473,6 vierkante kilometer.